# Sorbey (Meuse)
Sorbey é uma comuna francesa na região administrativa de Grande Leste, no departamento de Meuse. Estende-se por uma área de 12,64 km². Em 2010 a comuna tinha 263 habitantes (densidade: 20,8 hab./km²).